# Kolmen
Kolmen är öar i Finland. De ligger i Skärgårdshavet eller Norra Östersjön och i kommunen Pargas i landskapet Egentliga Finland, i den sydvästra delen av landet. Öarna ligger omkring 83 kilometer söder om Åbo och omkring 190 kilometer väster om Helsingfors. Kolmen ligger 6 meter över havet.
Arean för den av öarna koordinaterna pekar på är 0,6 hektar och dess största längd är 150 meter i sydöst-nordvästlig riktning.